# غرينج هيل
غرينج هيل (بالإنجليزية: Grange Hill)‏ هو مسلسل تم إنتاجه في المملكة المتحدة بواسطة بي بي سي. بدأ عرضه في سنة 1978. بلغ عدد حلقاته ، وتبلغ مدة الحلقة الواحدة 25 دقيقة. تم بث المسلسل لأول مرة بتاريخ 8 فبراير 1978 على بي بي سي وان بينما تم بث آخر حلقة منه بتاريخ 15 سبتمبر 2008. هو واحد من أطول المسلسلات البريطانية حيث استمر لمدة 30 عاما. تركز القصة على مدرسة خيالية شاملة في غرينج هيل في «شمال نورثام» في شمال لندن وعلى حياة طلابها أثناء تقدمهم في مراحل الدراسة.

## وصلات خارجية
- غرينج هيل على موقع IMDb (الإنجليزية)
- غرينج هيل على موقع روتن توميتوز (الإنجليزية)
- غرينج هيل على موقع كينوبويسك (الروسية)
- غرينج هيل على موقع قاعدة بيانات الفيلم (الإنجليزية)